# Gundam 00
Mobile Suit Gundam 00 (Kidou senshi Gundam 00) är en animeserie i Gundamserien. Det är den första som är filmad i HD och är regisserad av Seiji Mizushima som är känd för Fullmetal Alchemist. Serien består av två säsonger med 25 avsnitt i varje. Den ena började 6 oktober 2007 och den andra 5 oktober 2008. Serien kom till ett slut den 29 mars 2009 och en långfilm som uvslutar berättelsen kom ut 18 september 2010.

## Handling
Året är 2307 och jordens fossila bränslen har torkats ut, tre landsgrupper har byggt massiva torn med solceller för att ge jorden oändligt med energi, men alla får inte den energin. Även i framtiden är inte mänskligheten vid fred och krig sker fortfarande, då träder den privata militärsgruppen Celestial Being upp för att få slut på alla krig i världen.